# Guarnieri I (calciatore)
 Guarnieri I (fl. XX secolo) è stato un calciatore italiano, di ruolo centrocampista.

## Carriera
Con il Petrarca disputa 14 gare nel campionato di Prima Divisione 1922-1923.